# جیمی گولدر
جیمی گولدر (انگلیسی: Jimmy Golder؛ 28 March 1955 – ۱۲ مارس ۲۰۰۰) بازیکن فوتبال اهل بریتانیا بود.
از باشگاه‌هایی که در آن بازی کرده‌است می‌توان به باشگاه فوتبال ویتون آلبیون، باشگاه فوتبال استالی‌بریج سلتیک، باشگاه فوتبال استوک‌پورت کانتی، و باشگاه فوتبال هاید اشاره کرد.